# Elisha Scott
Elisha Scott (Belfast, 24 agosto 1894 – Belfast, 16 maggio 1959) è stato un allenatore di calcio e calciatore nordirlandese, di ruolo portiere.

## Carriera
Giocò in Inghilterra con il Liverpool, con cui vinse il campionato nel 1922 e nel 1923. In seguito giocò ed allenò anche il Belfast Celtic in Irlanda, con i quali conquistò un campionato da giocatore-allenatore nel 1936 ed altri 9 soltanto da allenatore (1937, 1938, 1939, 1940, 1941, 1942, 1944, 1947, 1948)

## Statistiche da allenatore

### Club
In grassetto le competizioni vinte.
| Stagione        | Squadra         | Campionato      | Campionato | Campionato | Campionato | Campionato | Coppe nazionali | Coppe nazionali | Coppe nazionali | Coppe nazionali | Coppe nazionali | Coppe continentali | Coppe continentali | Coppe continentali | Coppe continentali | Coppe continentali | Altre coppe | Altre coppe | Altre coppe | Altre coppe | Altre coppe | Totale | Totale | Totale | Totale | Vittorie % | Piazzamento |
| Stagione        | Squadra         | Comp            | G          | V          | N          | P          | Comp            | G               | V               | N               | P               | Comp               | G                  | V                  | N                  | P                  | Comp        | G           | V           | N           | P           | G      | V      | N      | P      | %          | Piazzamento |
| --------------- | --------------- | --------------- | ---------- | ---------- | ---------- | ---------- | --------------- | --------------- | --------------- | --------------- | --------------- | ------------------ | ------------------ | ------------------ | ------------------ | ------------------ | ----------- | ----------- | ----------- | ----------- | ----------- | ------ | ------ | ------ | ------ | ---------- | ----------- |
| 1934-1935       | Belfast Celtic  | IL              | 26         | 17         | 3          | 6          | IC              | 1               | 0               | 0               | 1               | -                  | -                  | -                  | -                  | -                  | -           | -           | -           | -           | -           | 27     | 17     | 3      | 7      | 62,96      | 3º          |
| 1935-1936       | Belfast Celtic  | IL              | 26         | 20         | 3          | 3          | IC              | 1               | 0               | 0               | 1               | -                  | -                  | -                  | -                  | -                  | -           | -           | -           | -           | -           | 27     | 20     | 3      | 4      | 74,07      | 1º          |
| 1936-1937       | Belfast Celtic  | IL              | 26         | 20         | 4          | 2          | IC              | 3               | 2               | 1               | 0               | -                  | -                  | -                  | -                  | -                  | -           | -           | -           | -           | -           | 29     | 22     | 5      | 2      | 75,86      | 1º          |
| 1937-1938       | Belfast Celtic  | IL              | 26         | 18         | 5          | 3          | IC              | 4               | 2               | 2               | 0               | -                  | -                  | -                  | -                  | -                  | -           | -           | -           | -           | -           | 30     | 20     | 7      | 3      | 66,67      | 1º          |
| 1938-1939       | Belfast Celtic  | IL              | 26         | 19         | 2          | 5          | IC              | 0               | 0               | 0               | 0               | -                  | -                  | -                  | -                  | -                  | -           | -           | -           | -           | -           | 43     | 23     | 9      | 11     | 53,49      | 1º          |
| 1939-1940       | Belfast Celtic  | IL              | 26         | 20         | 5          | 1          | IC              | 1               | 0               | 0               | 1               | -                  | -                  | -                  | -                  | -                  | -           | -           | -           | -           | -           | 27     | 20     | 5      | 2      | 74,07      | 1º          |
| 1940-1941       | Belfast Celtic  | -               | -          | -          | -          | -          | IC              | 2               | 2               | 0               | 0               | -                  | -                  | -                  | -                  | -                  | -           | -           | -           | -           | -           | 2      | 2      | 0      | 0      | 100,00&    | -           |
| 1941-1942       | Belfast Celtic  | -               | -          | -          | -          | -          | IC              | 0               | 0               | 0               | 0               | -                  | -                  | -                  | -                  | -                  | -           | -           | -           | -           | -           | 0      | 0      | 0      | 0      | —          | -           |
| 1942-1943       | Belfast Celtic  | -               | -          | -          | -          | -          | IC              | 2               | 2               | 0               | 0               | -                  | -                  | -                  | -                  | -                  | -           | -           | -           | -           | -           | 2      | 2      | 0      | 0      | 100,00&    | -           |
| 1943-1944       | Belfast Celtic  | -               | -          | -          | -          | -          | IC              | 2               | 2               | 0               | 0               | -                  | -                  | -                  | -                  | -                  | -           | -           | -           | -           | -           | 2      | 2      | 0      | 0      | 100,00&    | -           |
| 1944-1945       | Belfast Celtic  | -               | -          | -          | -          | -          | IC              | 0               | 0               | 0               | 0               | -                  | -                  | -                  | -                  | -                  | -           | -           | -           | -           | -           | 0      | 0      | 0      | 0      | —          | -           |
| 1945-1946       | Belfast Celtic  | -               | -          | -          | -          | -          | IC              | 1               | 0               | 0               | 1               | -                  | -                  | -                  | -                  | -                  | -           | -           | -           | -           | -           | 1      | 0      | 0      | 1      | &0,00      | -           |
| 1946-1947       | Belfast Celtic  | -               | -          | -          | -          | -          | IC              | 2               | 2               | 0               | 0               | -                  | -                  | -                  | -                  | -                  | -           | -           | -           | -           | -           | 2      | 2      | 0      | 0      | 100,00&    | -           |
| 1947-1948       | Belfast Celtic  | IL              | 22         | 19         | 1          | 2          | IC              | 2               | 0               | 1               | 1               | -                  | -                  | -                  | -                  | -                  | -           | -           | -           | -           | -           | 24     | 19     | 2      | 2      | 79,17      | 1º          |
| 1948-1949       | Belfast Celtic  | IL              | 22         | 14         | 3          | 5          | IC              | 1               | 0               | 0               | 1               | -                  | -                  | -                  | -                  | -                  | -           | -           | -           | -           | -           | 23     | 14     | 3      | 6      | 60,87      | 2º          |
| Totale carriera | Totale carriera | Totale carriera | 200        | 149        | 24         | 27         |                 | 22              | 12              | 4               | 6               |                    | -                  | -                  | -                  | -                  |             | -           | -           | -           | -           | 222    | 161    | 28     | 33     | 72,52      |             |

## Palmarès

### Giocatore

#### Competizioni nazionali
- Campionato inglese: 2

Liverpool: 1921-1922, 1922-1923
- IFA Premiership: 3

Belfast Celtic: 1918-1919, 1935-1936, 1936-1937
- Irish Cup: 3

Linfield: 1911-1912
Belfast Celtic: 1917-1918, 1936-1937

### Allenatore

#### Competizioni nazionali
- IFA Premiership: 10

Belfast Celtic: 1935-1936, 1936-1937, 1937-1938, 1938-1939, 1939-1940, 1940-1941, 1941-1942, 1943-1944, 1946-1947, 1947-1948
- Irish Cup: 6

Belfast Celtic: 1936-1937, 1937-1938, 1940-1941, 1942-1943, 1943-1944, 1946-1947
- Gold Cup (Irlanda del Nord): 8

Belfast Celtic: 1934-1935, 1938-1939, 1939-1940, 1940-1941, 1943-1944, 1944-1945, 1945-1946, 1946-1947
- Dublin and Belfast Inter-City Cup: 1

Belfast Celtic: 1947-1948